# José Cernicharo Quintanilla
José Cernicharo Quintanilla (Albacete 1956) Departamento de Astrofísica Molecular e Infrarroja. Instituto de Estructura de la Materia (IEM). CSIC. es Doctor en Ciencias Físicas y dirige un equipo de investigación en el estudio de la Astrofísica Molecular.
Se licenció en Ciencias Físicas por la Universidad Complutense de Madrid en 1978.
Comienza un año más tarde su tesis doctoral en radioastronomía en París con una beca del Ministerio de Asuntos Exteriores Francés En 1983 obtuvo un puesto como Encargado de Investigación en el Centre Nacional de la Recherche Scientifique (CNRS), en el que permaneció hasta 1989 año que regresa a España como codirector del Radiotelescopio de 30 m. del Instituto de Radioastronomía Milimétrica de Granada (IRAM).
Hasta el año 1996 que se incorpora como profesor de investigación del CSIC trabaja en el Observatorio Astronómico Nacional, El lanzamiento al espacio del satélite ISO (satélite infrarrojo) centró al profesor durante muchos años obteniendo interesantes datos. En año 98 comienza a trabajar en la preparación científica del satélite Herschel, uno de los objetivos fundamentales era investigar el vapor de agua presente en el Universo.
Director del Departamento de Astrofísica Molecular e Infrarroja y realiza investigación en astrofísica molecular, astronomía extragaláctica, astroquímica, así como en los efectos de la atmósfera terrestre en la propagación de ondas electromagnéticas.

## Trabajos
Son muchos los trabajos , estudios, colaboraciones y conferencias

## Premios y Reconocimientos
- Su labor científica ha sido reconocida por el Ministerio de Educación y Ciencia de España y Embajada de Francia en España con el Premio A. de Betancourt-J.R.Perronet(1997)
- Premio a la Excelencia Científica Gabriel Alonso Herrera de los Premios de Investigación Científica e Innovación de Castilla-La Mancha (2008)
- Medalla de la Real Sociedad Española de Física (RSEF) y la Fundación Banco Bilbao Vizcaya Argentaria en 2018 "por ser uno de los pioneros mundiales de la astrofísica molecular con un marcado liderazgo en distintas instituciones y con un alto impacto y reconocimiento".
- Premio “Miguel Catalán” 2020 a la carrera científica de la Comunidad de Madrid.
- Premio Nacional de Investigación Blas Cabrera 2022